# Il pellegrino (film 1923)
Il pellegrino (The Pilgrim) è un film interpretato, diretto e prodotto da Charlie Chaplin; fu proiettato la prima volta il 26 febbraio 1923.
Ultimo film di Chaplin girato per la First National (casa di produzione) e ultima interpretazione di Edna Purviance al fianco del Vagabondo: non reciteranno più insieme (l'ultima apparizione cinematografica di lei - eccettuato il film, per altro girato e mai distribuito "A woman of Sea" del 1926 di cui il committente fu proprio Chaplin, che affidò l'incarico a Josef von Sternberg - è del 1923, nella prima produzione United Artists per Chaplin: il capolavoro La donna di Parigi). Negli anni a seguire la carriera di Edna praticamente finì, lontana dalla regia di Chaplin (malgrado quest'ultimo si fosse imbarcato in "A Woman of Paris" - esattamente come farà anni più tardi con "A woman of Sea" - proprio per lanciare Edna in un ruolo da vera protagonista, non potendo ella più reggere i ruoli da commedia brillante). Charlie comunque non la abbandonò mai: per tutta la sua vita lei rimase impiegata della compagnia, ricevendo regolarmente il suo mensile).
Il Pellegrino incontrò qualche difficoltà con la censura dell'epoca: suscitò l'indignazione di associazioni ecclesiastiche e ministri evangelici che vi rilevarono offese al Vangelo e alla chiesa protestante.

## Trama
Evaso dal carcere di Sing Sing, Charlot si spoglia della divisa carceraria impossessandosi dei primi abiti civili a portata di mano: quelli di un ministro del culto evangelico sorpreso a bagnarsi al fiume. Così camuffato si presenta alla società civile che vede in lui un pastore, ma nell'intimo egli sa di essere un ergastolano in fuga e come tale reagisce e filtra gli atteggiamenti del mondo intorno a lui: la vista di un poliziotto gli provoca il collasso, un semplice gesto di saluto, lo fa trasecolare sospettando qualche possibile intenzione recondita e potenzialmente fonte di pericolo.
Prende un treno per una direzione qualsiasi affidandosi al destino, si accomoda nella carrozza a fianco di un viaggiatore ignorando essere uno sceriffo, accortosene scende immediatamente alla prima fermata ritrovandosi in un tipico paesino dell'Ovest dal nome benaugurante (si fa per dire), letteralmente: "il dirupo dell'uomo morto". Una piccola folla acclamante gli si fa incontro felicitandosi con l'esterrefatto Charlot: si tratta dei fedeli della locale missione evangelica accorsi ad accogliere il loro nuovo pastore che ha preannunciato l'arrivo telegraficamente, e che visto scendere Charlot credono sia lui il loro l'uomo.
Tra i fedeli il volto fascinoso di una ragazza ammalia il falso pastore, trattenendolo dall'istinto alla fuga, predisponendolo al ruolo inconsueto di pastore d'anime, che non ha però ancora scorto lo sceriffo del paese, trasecolando al momento delle presentazioni. Tra gli abitanti della cittadina, il volto familiare di un ex compagno di cella che ripresosi dallo sgomento si fa avanti per salutarlo cameratescamente, ma subito viene zittito e snobbato dal pastore.
La funzione è la prima prova pubblica e se la caverà, il pastore, con un'originalissima predica ispirata alla vicenda biblica di Davide e Golia, destando un po' di sconcerto tra i fedeli per lo stile disinvolto. Si appassionerà il pastore all'andamento della questua addossandosi la responsabilità della custodia del raccolto.
L'alloggio assegnatogli dalla comunità è presso una devota credente e madre della ragazza adocchiata da Charlot, che ben volentieri si presta ai convenevoli e al rituale di presentazioni dei membri della comunità: tra questi una famiglia con un bambino terribile e dispettoso che metterà a dura prova la pazienza del pastore; in visita anche l'ex compagno di galera del pastore, attirato dal patrimonio della comunità custodito dalla madre della ragazza e padrona di casa. Avrà il suo da fare Charlot a tenere a bada le ben poco edificanti intenzioni del collega, preoccupandosi di salvaguardare le simpatie della ragazza e non ultimo la propria incolumità dovendo però soccombere alla fine, dopo la colluttazione con l'ex compagno d'università(così si sono spacciati nelle presentazioni ufficiali), il quale riesce ad impossessarsi del denaro custodito dalle due donne.
La denuncia del furto non sorprende lo sceriffo, nel frattempo informato della vera identità del pastore: egli stesso parteciperà degli eventi l'intera comunità, sgomenta e incredula.
Charlot folgorato dalla disperazione della ragazza e della di lei madre, in un bagliore di dignità, infusagli forse anche dall'abito talare indossato, rintraccia il compare nel saloon della cittadina, recupera il denaro e lo restituisce alle proprietarie, ma lo sceriffo in agguato cattura Charlot e ammanettatolo si appresta a riconsegnarlo all'istituzione penitenziaria, apparentemente sordo alla richiesta di clemenza della ragazza commossa dal gesto del redento peccatore. Lo sceriffo a cavallo, il malvivente al seguito diretti al luogo di detenzione, fiancheggiano il confine tra lo stato americano e il Messico, invano lo sceriffo invita il galeotto ad oltrepassare la linea di demarcazione che divide gli stati e il destino di prigionia, che lo attende al di qua, dalla libertà dell'altra parte: dovrà prendere a calci l'ingenuo Charlot per indirizzarlo verso il confine, concedendogli la possibilità di fuga e di riconquistarsi la libertà. Sergej Michajlovič Ėjzenštejn ebbe a scrivere, a proposito del finale: «Un piede nel territorio dello sceriffo, della legge, della palla di piombo alla caviglia, e l'altro nel territorio dove legge, responsabilità, tribunali e polizia non contano nulla». Il fuggiasco infatti si troverà subito in mezzo a una sparatoria tra gente col sombrero di conseguenza il finale è un avviarsi in equilibrio tra Stati Uniti e Messico lungo la linea di confine, un piede di qua l'altro di là.